# Sommer i By-Ridning, Bjergby og Torup, Mors
|  | Denne artikel er oprettet af botten Steenthbot ud fra en ekstern database. Den kan derfor have sproglige fejl eller mangler. Denne skabelon kan fjernes efter kontrol af indholdet. |

Sommer i By-Ridning, Bjergby og Torup, Mors er en dansk dokumentarisk optagelse fra 1930.

## Handling
1/6 1930 i Bjergby og Torup på Mors.